# هدبي
هُدبي (الاسم العلمي: Ciliata)، جنس أسماك بحرية من فصيلة الطوليات. أنواعه المعترف بها حاليًا ثلاثة
- Ciliata mustela (كارولوس لينيوس, 1758) (لنغ صخري خماسي اللحية)
- Ciliata septentrionalis (روبرت كوليت, 1875) (لنغ صخري شمالي)
- Ciliata tchangi S. Z. Li, 1994